# Halalaimus climactericus
Halalaimus climactericus är en rundmaskart som beskrevs av Christian Wieser 1953. Halalaimus climactericus ingår i släktet Halalaimus och familjen Oxystominidae. Inga underarter finns listade i Catalogue of Life.